# Bryconops imitator
Bryconops imitator är en fiskart som beskrevs av Chernoff och Machado-allison 2002. Bryconops imitator ingår i släktet Bryconops och familjen Characidae. IUCN kategoriserar arten globalt som livskraftig. Inga underarter finns listade.